# Walter Murch
Walter Murch   (Nova York, 12 de juliol de 1943) Walter Scott Murch és un editor de cinema, director, dissenyador de so i teòric del cinema estatunidenc. La seva carrera destaca per la seva vinculació al moviment New Hollywood, especialment amb les seves col·laboracions amb Francis Ford Coppola a Apocalypse Now, El Padrí I, II, i III, i La Conversa, així com per les seves innovacions en l'àmbit del disseny sonor: va ser el primer en rebre el títol de dissenyador de so per la seva feina a Gent de pluja. Murch ha guanyat tres Premis Oscar (i hi ha estat nominat en nou ocasions: sis pel muntatge i tres per la mescla de so). El crític de cinema Roger Ebert el va descriure com "l'editor i dissenyador de so més respectat en el cinema modern."

## Biografia
Murch va néixer a Nova York, fill de Katharine Scott i el pintor canadenc Walter Tandy Murch (1907–1967). Ja de petit va començar a experimentar amb l'enregistrament de so, gravant sons inusuals i mesclant-los per crear noves combinacions. Va assistir a una escola privada a Manhattan, de 1949 a 1961. A l'estiu de 1961 va treballar a l'estudi radiofònic WRVR. Murch va estudiar a la Universitat Johns Hopkins de 1961 a 1965.
Es va matricular l'any 1965 a estudiar cinema a la Universitat del Sud de Califòrnia. Allà va coincidir amb estudiants com George Lucas, Don Glut i John Milius, que acabarien esdevenint directors d'èxit. Poc després de graduar-se, Murch, Lucas, i altres es van unir amb Francis Ford Coppola a la productora independent American Zoetrope de San Francisco. Murch I la seva família viuen a Bolinas, Califòrnia, des de 1972.

## Carrera cinematogràfica
Murch va començar fent la mescla de so a Gent de pluja (1969), de Francis Ford Coppola. A continuació va treballar amb George Lucas a THX 1138 i American Graffiti, i a El Padrí de Coppola, també com a editor de so. Va editar imatge i so per primera vegada a La Conversa, per la qual va ser nominat a un Premi de l'Acadèmia al millor so l'any 1974. Murch també va fer la mescla de so per Coppola a El Padrí II, el mateix any que La Conversa. El seu disseny sonor a Apocalypse Now va resultar en el seu primer Premi Oscar l'any 1979. Murch va seguir implicat en la tasca de reedició que va resultar en la versió ampliada Apocalypse Now Redux (2001).
L'any 1985 va dirigir la seva única pel·lícula, Retorn a Oz, que va obtenir mals resultats de taquilla. Murch no ha tornat a dirigir cap altre llargmetratge.
També va ser un dels editors de La insostenible lleugeresa del ser (1988), dirigida Phil Kaufman.
Murch és conegut pel ser mètode particular de muntatge: edita dempeus, comparant el procés d'editar a "la direcció d'orquestra, la cirurgia cerebral o la cuina", ja que els directors, cuiners, i cirurgians treballen dempeus. Per contrast, quan escriu, ho fa seient o estirat. Considera que el muntatge és un procés d'editorial, mentre que l'escriptura és un procés creatiu, i que tots dos han d'estar separats.
Murch ha escrit un llibre de referència en teoria de l'edició cinematogràfica: En el moment del parpelleig (1995), on descriu moltes de les seves tècniques. Una de les seves aportacions clau és l'anomenada "la regla de sis", que estableix una jerarquia de prioritats a tenir en compte a l'hora de determinar el moment de tallar entre plans: l'emoció, la història narrativa, el ritme, les línies de mirada, l'eix bidimensional i els eixos tridimensionals. Per tant, Murch aposta per una aproximació psicològica al muntatge, que prioritza el component emocional i el control dels pensaments de l'audiència per sobre de la correcció formal i tècnica.
Murch també va aprofundir en la seva visió de l'edició d'imatge i so al llibre de Michael Ondaatje The Conversations (2002), on Ondaatje entrevista a Murch arrel de la seva col·laboració a El Pacient anglès, adaptació de la novel·la homònima d'Ondaatje, per la qual Murch va obtenir l'Oscar al millor muntatge i l'Oscar al millor so.
L'any 2007 el documental Murch, centrat en la figura de Murch i la seva filosofia sobre el cinema, es va estrenar al Festival Internacional de cinema de San Francisco.

## Innovacions i aportacions tecnològiques
Més enllà de la seva feina com a editor de cinema i so, Murch és reconegut per les seves aportacions a la postproducció cinematogràfica, des de la incorporació de noves tecnologies fins a la creació de càrrecs i processos fonamentals en la indústria cinematogràfica actual. Va ser pioner en la mescla de so amb múltiples pistes que esdevindria el so envoltant 5.1, així com en l'ús de sistemes d'edició digital no lineal com Avid.
Una primera contribució tecnològica va tenir lloc quan Murch va millorar el fins llavors rudimentari sistema d'unió de primers talls de rodatge. La seva modificació, que va anomenar "N-vis-o", feia servir tires de cinta de silicona de polièster, molt fines però adherents, per ocultar les unions entre els talls de la cinta de cel·luloide.
Apocalypse Now, guanyadora de l'Oscar al millor so, va ser una de les primeres pel·lícules amb múltiples bandes de so en ser mesclades amb una consola automatitzada, que fins aquell moment només es feia servir en la indústria musical i Murch va incorporar, juntament amb el sistema de gravació de 24 pistes. A més, la pel·lícula va ser pionera en la introducció del càrrec de dissenyador de so, la creació del qual acostuma a ser atribuïda a Murch.
Més enllà de la terminologia, això és rellevant pel seu rol a l'hora de legitimar la postproducció sonora com una disciplina artística rellevant en la indústria cinematogràfica, de la mateixa manera la creació per part de William Cameron Menzies del terme de dissenyador de producció als anys 30, fent que el càrrec passés de ser purament tècnic a artístic.
Una altra innovació clau de Murch a Apocalypse Now va ser la introducció dels sistemes de so envoltant 5.1 de Dolby Labs, amb tres canals frontals, freqüència baixa millorada, i dos canals envoltants (un canal més que el so envoltant fins aquell moment), de manera que el so arriba des de 360 graus i sense cap límit direccional. Aquest sistema s'ha acabat convertint en l'estàndard del so immersiu en l'actualitat, i en el moment de la seva implementació va suposar una millora significativa que va separar el cinema de la televisió a nivell sonor, i va obrir la porta a un ús del disseny sonor més expressiu.
La combinació de so diegètic i no diegètic que fa el propi Murch durant la introducció i el final de la pel·lícula, mesclant la cancó The End de The Doors amb el so d'helicòpters i ventiladors, és una bona mostra d'aquestes noves possibilitats narratives. Les projeccions inicials de la pel·lícula, en 70mm i so de sis pistes, feien servir els mateixos subwoofers Meyer Sound amb què s'havia fet la mescla. Murch ha afirmat que aquests subwoofers, propis del so envoltant, van afegir el major impacte emocional a la banda sonora, més que els dos canals laterals.
L'any 1996, Murch va treballar amb el director Anthony Minghella en l'edició d'El Pacient anglès, que va obtenir el primer Oscar en ser atorgat auna pel·lícula editada amb un sistema electrònic-digital no lineal (en aquest cas, el pioner sistema Avid). Murch ja havia predit l'arribada de l'edició no lineal l'any 1967, quan van aparèixer els prototips de la màquina d'edició CMX, i havia proposat editar El Padrí amb aquest mètode, tot i que la iniciativa no va prosperar perquè la tecnologia no era prou avançada.
Quan Murch va tornar a col·laborar amb Minghella a Cold Mountain (2003), per comptes de fer servir els costosos sistemes d'Avid, va optar per Final Cut Pro, el software recentment introduït per Apple que costava menys de 1000 dòlars i funcionava en ordinadors Power Mac G4. Això va suposar un nou salt per a la indústria: per primer cop, tant el software com el hardware utilitzats en l'edició una pel·lícula d'alt pressupost eren els mateixos que estaven disponibles a tots els usuaris a preus assequibles. El llibre de Charles Koppleman Behind the Seen documenta la significació d'aquest canvi.
Murch és un defensor dels avenços tecnològics i de la democratització de les eines d'edició i gravació digital, tot i que sovint reivindica la importància de processos i tasques pròpies de la manera de treballar analògica que s'han perdut amb el pas al digital: un exemple és la revisió diària del material filmat, innecessària des d'un punt de vista tècnic gràcies a la visualització en directe, però que Murch considera important a nivell creatiu. Murch ha comparat el pas de l'analògic al digital amb el pas de la pintura al fresc a l'oli: considera que individualitza el procés i el fa més directe i ràpid però menys participatiu i heterogeni.
Murch també s'ha dedicat a la restauració i reedició de pel·lícules procedents dels primers anys del cinema, com és el cas del Dickson Experimental Sound Film, que va ser el primer intent a la història d'unir imatge i so, dut a terme per William Dickson amb tecnologia de Thomas Edison. Murch va ser el primer en sincronitzar correctament el so original amb la imatge, l'any 2000, 106 anys després del seu enregistrament. Murch també ha col·laborat amb el restaurador de cinema Rick Schmidlin en pel·lícules com Touch of Evil.
Murch és l'única persona en haver guanyat Oscars per la mescla de so i l'edició d'imatge d'una pel·lícula. També és l'únic editor que ha rebut nominacions per pel·lícules editades en quatre sistemes diferents:
- Julia (1977) amb Moviola.
- Apocalypse Now (1979), Ghost (1990), i El Padrí III (1990) utilitzant una taula d'edició KEM.
- El pacient anglès (1996) amb Avid.
- Cold Mountain (2003) amb Final Cut Pro 4.